# Хепі-енд (фільм, 2017)
«Хепі-енд» (англ. Happy End) — копродукційний драматичний фільм 2017 року, поставлений режисером Міхаелем Ганеке. Стрічку було відібрано для участі в основній конкурсній програмі 70-го Каннського міжнародного кінофестивалю (2017) у змаганні за Золоту пальмову гілку .

## Сюжет
Французьке місто Кале, 2015 рік. З Іраку і Сирії, рятуючись від жахливих воєн на Близькому Сході, до Європи ринули тисячі емігрантів. Їхня поява стає фоном для розвитку драматичної історії в сім'ї корінних жителів Кале — сім'ї Анн Лоран (Ізабель Юппер). Її батько Жорж (Жан-Луї Трентіньян) хоче покінчити життя самогубством. Сама Лоран щойно стала на чолі величезної фірми і збирається одружитися з адвокатрм з Англії (Тобі Джонс). Брат Тома (Матьє Кассовітц) дізнається про смерть колишньої дружини і забирає до себе доньку-підлітку, незважаючи на те, що сам збирається одружитися знову. 12-річна племінниця Анн Ева «живе» в соціальних мережах, постійно тримаючи в руках смартфон.

## У ролях
| • Ізабель Юппер      | … | Анна Лоран               |
| • Тобі Джонс         | … | Лоуренс Бредшоу, адвокат |
| • Матьє Кассовітц    | … | Тома Лоран               |
| • Жан-Луї Трентіньян | … | Жорж Лоран               |
| • Франц Роговський   | … | П'єр Лоран               |
| • Лаура Верлінден    | … | Анаїс Лоран              |
| • Фантіна Ардуан     | … | Еве Лоран                |
| • Лубна Абідар       | … |                          |
| • Набіха Аккарі      | … |                          |
| • Домінік Беснеар    | … |                          |
| • Хассам Гансі       | … | Рашид                    |

## Знімальна група
- Автор сценарію — Міхаель Ганеке
- Режисер-постановник — Міхаель Ганеке
- Продюсер — Маргарет Менегос
- Співпродюсери — Штефан Арндт, Міхаель Кац, Олів'є Пере
- Лінійний продюсер — Крістофер Граньє-Дефер
- Оператор — Крістіан Бергер
- Монтаж — Моніка Віллі
- Художник з костюмів — Катрін Летер'є
- Артдиректор — Ентоні Ніл

## Нагороди та номінації
| Список нагород та номінацій         | Список нагород та номінацій | Список нагород та номінацій                    | Список нагород та номінацій | Список нагород та номінацій | Список нагород та номінацій |
| Кінопремія                          | Дата церемонії              | Категорія                                      | Номінант(и)                 | Результат                   | Дж                          |
| ----------------------------------- | --------------------------- | ---------------------------------------------- | --------------------------- | --------------------------- | --------------------------- |
| Каннський міжнародний кінофестиваль | 28.05.2017                  | Золота пальмова гілка                          | Хепі-енд                    | Номінація                   | [ 2 ]                       |
| Мюнхенський кінофестиваль           | 2017                        | Приз ARRI/OSRAM за найкращий міжнародний фільм | Хепі-енд                    | Номінація                   |                             |
| Сіднейський кінофестиваль           | 2017                        | Приз за найкращий фільм                        | Хепі-енд                    | Номінація                   |                             |
| Премія Європейської кіноакадемії    | 28.05.2017                  | Найкращий актор                                | Жан-Луї Трентіньян          | Номінація                   | [ 5 ] [ 6 ]                 |
| Премія Європейської кіноакадемії    | 28.05.2017                  | Найкраща акторка                               | Ізабель Юппер               | Номінація                   | [ 5 ] [ 6 ]                 |
| Премія «Магрітт»                    | 3.02.2018                   | Найперспективніша акторка                      | Фантіна Ардуан              | Номінація                   | [ 7 ] [ 8 ]                 |